# トニー・ガレント

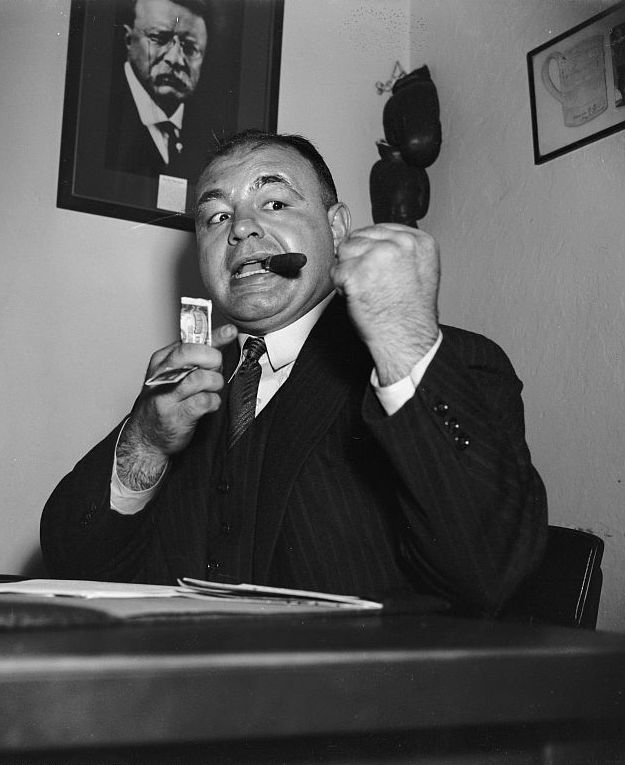
ジョー・ルイスへの挑戦が決まり高揚するガレント。1938年11月9日、ワシントンD.C.にて

トニー・ガレント（Tony Galento、1910年3月12日 - 1979年7月22日）は、アメリカ合衆国出身の元ヘビー級プロボクサー、元プロレスラー。ニュージャージー州オレンジの生まれ。リング内外での型破りの言動と、ジョー・ルイスの7度目の世界王座防衛戦の相手として記憶されている。
貧しいイタリア系移民の子として生まれ、喧嘩の延長線上でボクシングを始める。身長175センチ、体重90キロのお世辞にもスマートと言えない体型から、“ツートン（2t）・トニー”と呼ばれた。
パンチにパワーはあったが、それ以上にバッティングやエルボーなど反則混じりのラフ・ファイトが得意。1939年6月、無敵のジョー・ルイスが保持する世界ヘビー級タイトルに挑み、3回に右スイングでルイスをダウンさせファンの度肝を抜いたが、結果は起き上がったルイスの反撃により4回TKO負けであった。
また、ガレントはショーとしてカンガルーや熊、果ては大ダコとまで戦っている。大酒を飲んでリングに上がり、なぜか勝ってしまう、そんな古き良き時代の拳豪であった。引退後は映画に出演したり、プロレスのリングにも上がった。

## 通算戦績
114戦82勝（59KO）26敗6引分け